# بالسویل (ویرجینیا)
بالسویل (به انگلیسی: Ballsville) یک منطقهٔ مسکونی در ایالات متحده آمریکا است که در ویرجینیا واقع شده‌است.